# Дениховка
Денихо́вка (укр. Денихівка) — село, входит в Белоцерковский район Киевской области Украины.

## История
Являлось селом Таращанского уезда Киевской губернии Российской империи. В 1868 году здесь насчитывалось 62 дома.
В ходе Великой Отечественной войны село оккупировали немецкие войска. В условиях оккупации здесь возникла советская подпольная группа, установившая связь с партизанским отрядом "Искра" и сорвавшая план гитлеровцев уничтожить находившийся в селе сахарный завод при отступлении.
В мае 1995 года Кабинет министров Украины утвердил решение о приватизации сахарного завода, в июле 1995 года было утверждено решение о приватизации совхоза, обеспечивавшего завод сырьём.
Население по переписи 2001 года составляло 2083 человека.
В июне 2001 года было возбуждено дело о банкротстве находившегося здесь сахарного завода. В феврале 2002 года завод был признан банкротом и началась процедура его ликвидации.

## Местный совет
09832, Київська обл., Білоцерківський район, село Денихівка.